# Bahnstrecke Lüderitz–Seeheim
| Zug in den Wanderdünen (um 1910) |                   |                                                    |                                                    |
| Streckenlänge: | 318 km            |                                                    |                                                    |
| Spurweite: | 1067 mm (Kapspur) |                                                    |                                                    |
| Maximale Neigung: | 2,5 ‰             |                                                    |                                                    |
| |                   |                                                    |                                                    |
| Streckenverlauf |                   |                                                    |                                                    |
| \| \| 0 \| Lüderitz \| Lüderitz \| \| \| 1,5 \| Burenkamp \| Burenkamp \| \| \| \| Bahnstrecke Kolmanskop–Bogenfels von Kolmannskuppe \| \| \| \| 18 \| Kolmanskop (Kolmanskuppe) \| 124 m \| \| \| 24 \| Grasplatz \| 215 m \| \| \| 37 \| Rotkop (Rotkuppe) \| 292 m \| \| \| \| Haalenberg ⊙ Foto \| \| \| \| 72 \| Tschaukaip (Tsaukap) \| 567 m \| \| \| 96 \| Garub ⊙ Foto, Foto \| Garub ⊙ Foto, Foto \| \| \| 140 \| Aus \| 1495 m \| \| \| 143 \| Ausnek (Auseck) \| Ausnek (Auseck) \| \| \| 172 \| Schakalskuppe (Scheitelpunkt) \| 1498 m \| \| \| 206 \| Kuibis \| Kuibis \| \| \| 236 \| Buchholzbrunn \| Buchholzbrunn \| \| \| \| Konkiep ⊙ Foto \| \| \| \| 246 \| Goageb ⊙ Foto \| Goageb ⊙ Foto \| \| \| \| B4 ⊙ Foto \| \| \| \| 261 \| Simplon ⊙ \| Simplon ⊙ \| \| \| \| Gurieb ⊙ Foto, Foto \| \| \| \| 269 \| Sandverhaar ⊙ Foto \| Sandverhaar ⊙ Foto \| \| \| 284 \| Feldschuhhorn \| 908 m \| \| \| \| Fischfluss ⊙ Foto \| \| \| \| 318 \| Seeheim \| Seeheim \| \| \| \| von Grünau \| \| \| \| 319 \| Seeheim Noord \| Seeheim Noord \| \| \| \| nach Keetmanshoop \| \| |                   |                                                    |                                                    |
| Betriebs-/Güterbahnhof Streckenanfang | 0                 | Lüderitz                                           | Lüderitz                                           |
| ehemaliger Haltepunkt / Haltestelle | 1,5               | Burenkamp                                          | Burenkamp                                          |
| Abzweig geradeaus und ehemals von rechts |                   | Bahnstrecke Kolmanskop–Bogenfels von Kolmannskuppe | Bahnstrecke Kolmanskop–Bogenfels von Kolmannskuppe |
| ehemaliger Haltepunkt / Haltestelle | 18                | Kolmanskop (Kolmanskuppe)                          | 124 m                                              |
| ehemaliger Haltepunkt / Haltestelle | 24                | Grasplatz                                          | 215 m                                              |
| ehemaliger Haltepunkt / Haltestelle | 37                | Rotkop (Rotkuppe)                                  | 292 m                                              |
| ehemaliger Haltepunkt / Haltestelle |                   | Haalenberg ⊙ Foto                                  | Haalenberg ⊙ Foto                                  |
| ehemaliger Haltepunkt / Haltestelle | 72                | Tschaukaip (Tsaukap)                               | 567 m                                              |
| Dienststation / Betriebs- oder Güterbahnhof | 96                | Garub ⊙ Foto, Foto                                 | Garub ⊙ Foto, Foto                                 |
| Dienststation / Betriebs- oder Güterbahnhof | 140               | Aus                                                | 1495 m                                             |
| Dienststation / Betriebs- oder Güterbahnhof | 143               | Ausnek (Auseck)                                    | Ausnek (Auseck)                                    |
| Dienststation / Betriebs- oder Güterbahnhof | 172               | Schakalskuppe (Scheitelpunkt)                      | 1498 m                                             |
| Dienststation / Betriebs- oder Güterbahnhof | 206               | Kuibis                                             | Kuibis                                             |
| Dienststation / Betriebs- oder Güterbahnhof | 236               | Buchholzbrunn                                      | Buchholzbrunn                                      |
| Brücke über Wasserlauf |                   | Konkiep ⊙ Foto                                     | Konkiep ⊙ Foto                                     |
| Dienststation / Betriebs- oder Güterbahnhof | 246               | Goageb ⊙ Foto                                      | Goageb ⊙ Foto                                      |
| Strecke mit Straßenbrücke |                   | B4 ⊙ Foto                                          | B4 ⊙ Foto                                          |
| ehemaliger Haltepunkt / Haltestelle | 261               | Simplon ⊙                                          | Simplon ⊙                                          |
| Brücke über Wasserlauf |                   | Gurieb ⊙ Foto, Foto                                | Gurieb ⊙ Foto, Foto                                |
| ehemaliger Haltepunkt / Haltestelle | 269               | Sandverhaar ⊙ Foto                                 | Sandverhaar ⊙ Foto                                 |
| Dienststation / Betriebs- oder Güterbahnhof | 284               | Feldschuhhorn                                      | 908 m                                              |
| Brücke über Wasserlauf |                   | Fischfluss ⊙ Foto                                  | Fischfluss ⊙ Foto                                  |
| Dienststation / Betriebs- oder Güterbahnhof | 318               | Seeheim                                            | Seeheim                                            |
| Abzweig geradeaus und von rechts |                   | von Grünau                                         | von Grünau                                         |
| Dienststation / Betriebs- oder Güterbahnhof | 319               | Seeheim Noord                                      | Seeheim Noord                                      |
| Strecke |                   | nach Keetmanshoop                                  | nach Keetmanshoop                                  |

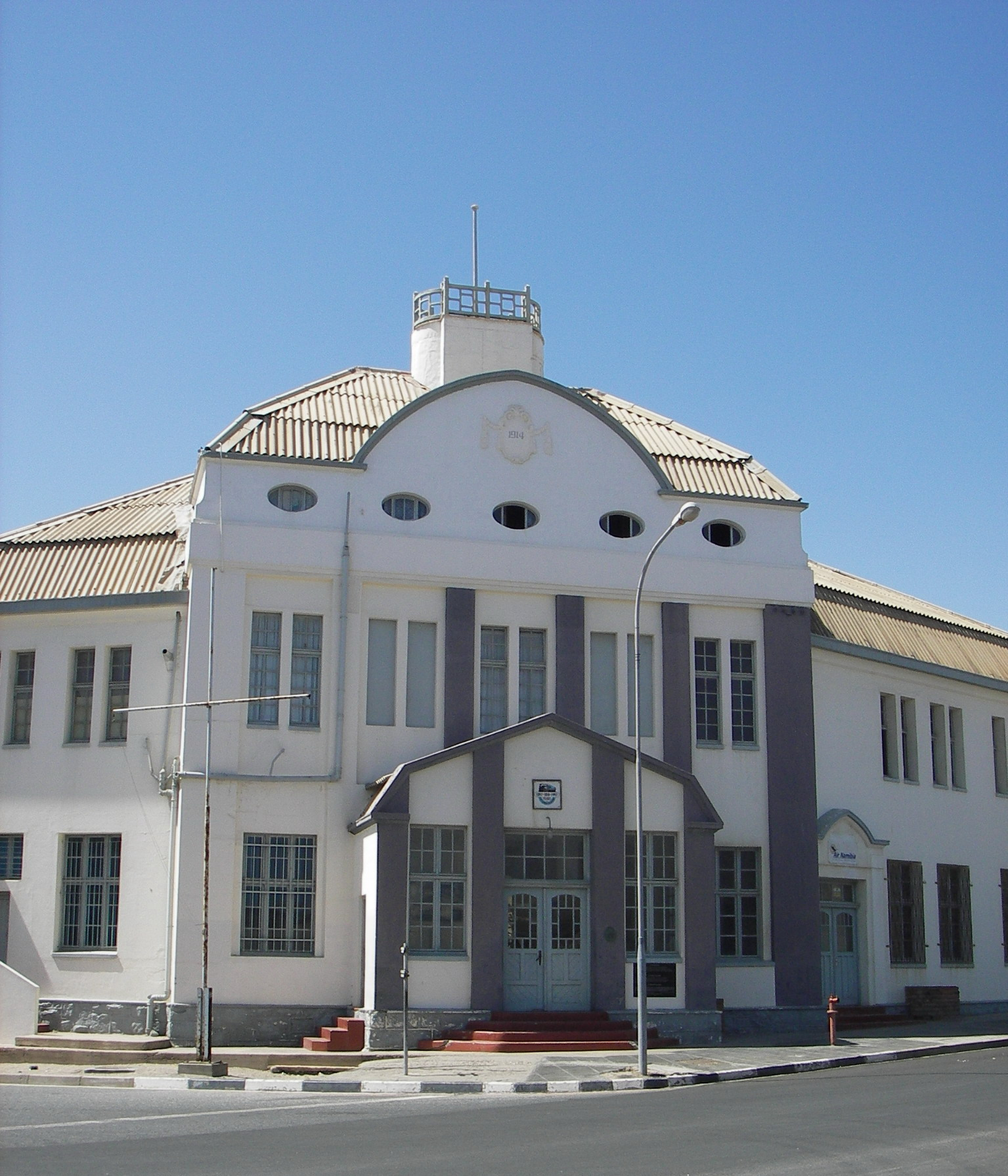
Bahnhof Lüderitz

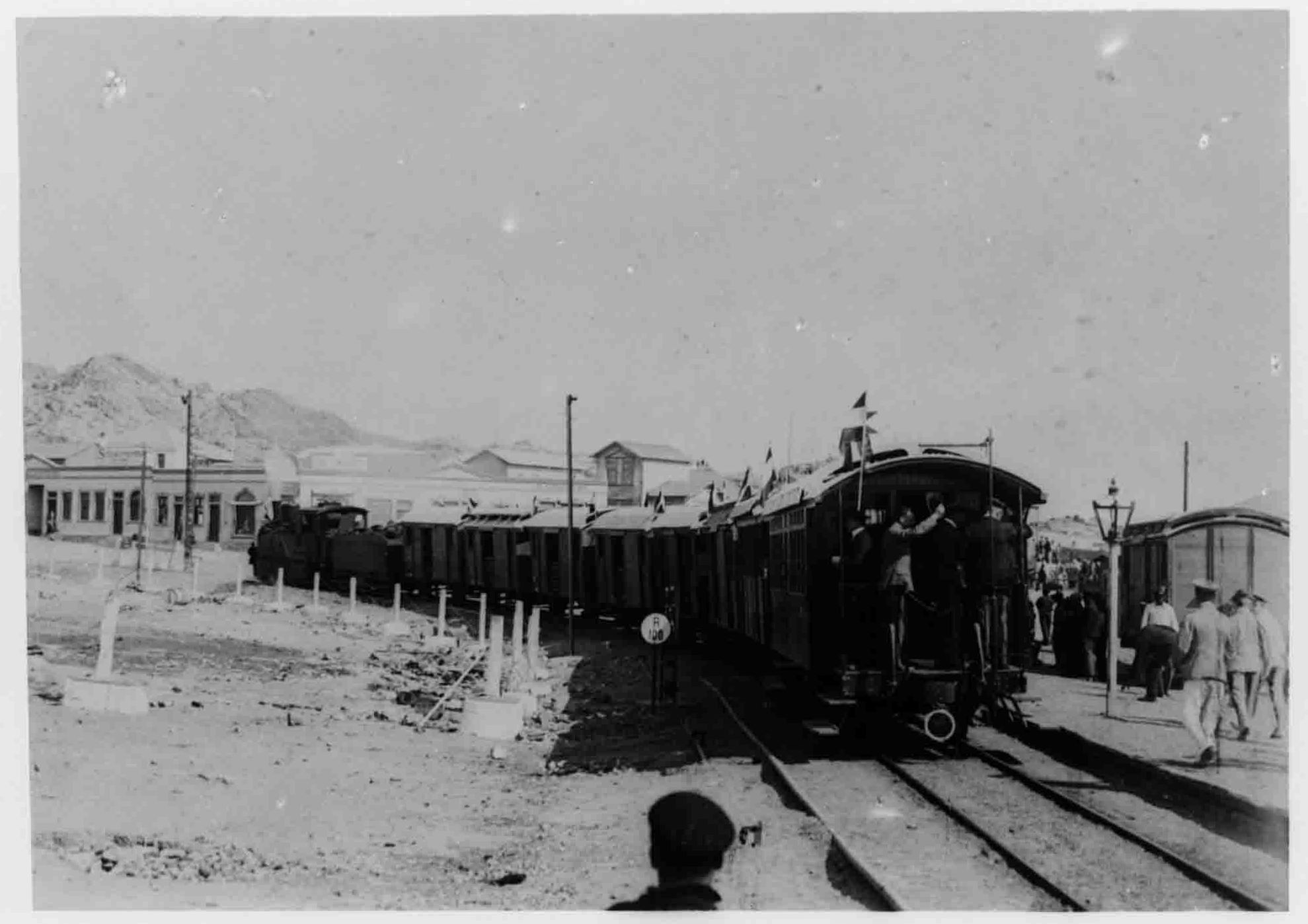
Abfahrt der Eisenbahn in Lüderitzbucht

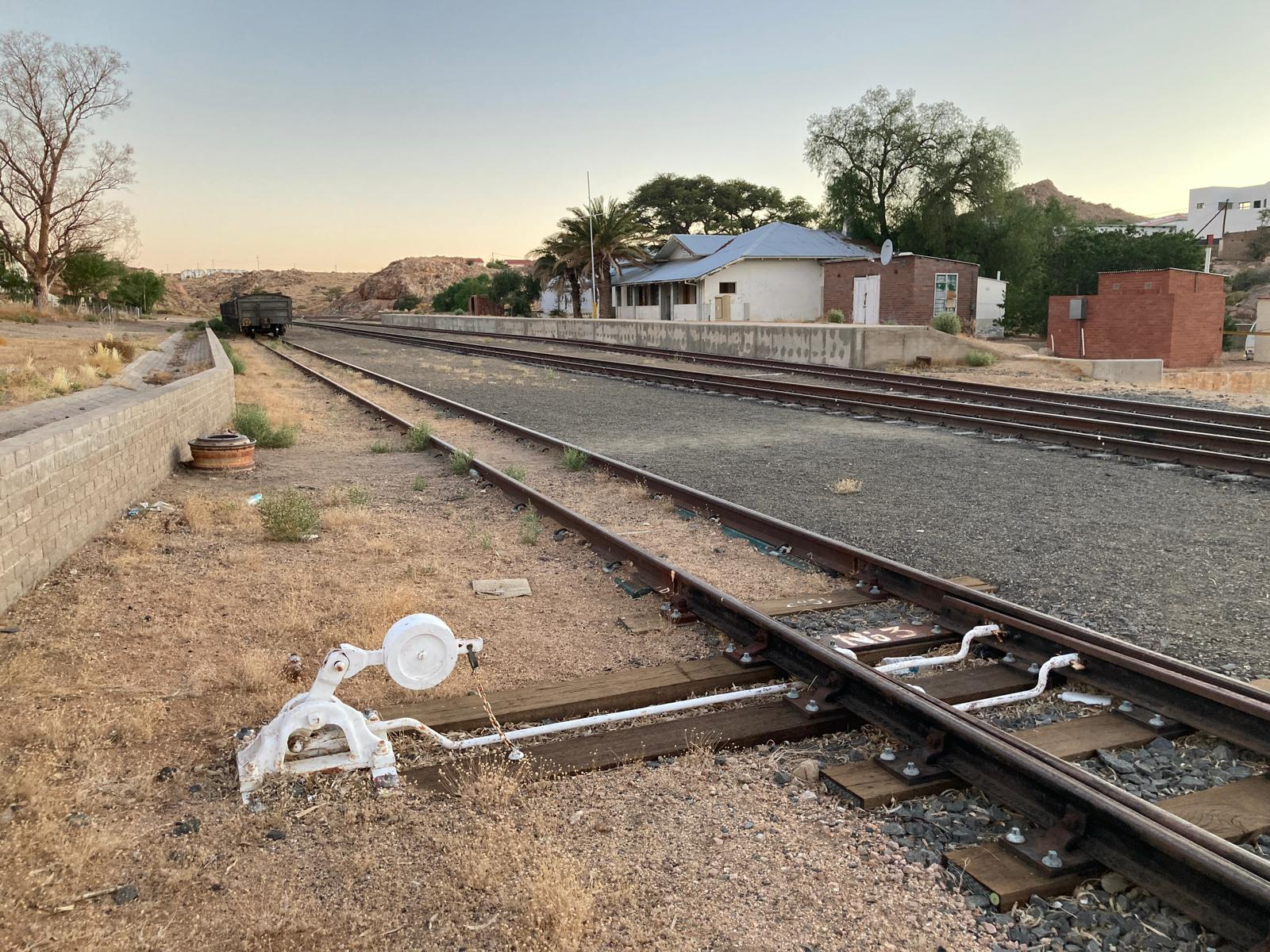
Bahnhof von Aus

Die Bahnstrecke Lüderitz–Seeheim  – auch Südbahn genannt, ehemals Lüderitz-Eisenbahn nach Keetmanshoop – ist eine Eisenbahnstrecke der TransNamib in Namibia zwischen Lüderitz und Seeheim.

## Ausgangssituation
Die Bahn verdankte ihre Entstehung der Erkenntnis aus dem Aufstand der Herero und Nama, dass die Abhängigkeit des küstenfernen Hinterlandes des damaligen Schutzgebietes Deutsch-Südwestafrika von nur einer bestehenden Eisenbahnstrecke Swakopmund–Windhoek zu wenig war, um das Land auf Dauer unter Kontrolle zu halten.
In der Lüderitzbucht und einem 140 Kilometer breiten Streifen landeinwärts gibt es kein Süßwasser, was den Überlandtransport mit Tieren relativ kostspielig machte. Während für den Verkehr auf dem Baiweg vor dem Bahnbau in einem einzigen Jahr 40 Millionen Goldmark aufgewendet werden mussten, kostete der Bahnbau zwischen Lüderitz und Keetmanshoop insgesamt 27,6 Millionen Goldmark.

## Bau
Im Gegensatz zu dem bestehenden 600-mm-Netz im nördlichen Deutsch-Südwestafrika fiel für die Strecke Lüderitz–Aus–(Keetmanshoop) die Wahl der Spurweite auf die des benachbarten Südafrika, nämlich die Kapspur von 1067 mm.
Mit Bau und Betrieb beauftragt war die Deutsche Kolonial-Eisenbahn-Bau- und Betriebsgesellschaft (DKEBBG). Der Bau begann Ende 1905 und bereits am 1. November 1906 wurde der Betrieb bis Aus aufgenommen. Die Baufirma erstellte das Planum, der Oberbau wurde vom Eisenbahnbataillon der Schutztruppe verlegt.
Der zweite Abschnitt von Aus nach Keetmanshoop wurde nach anfänglichen Finanzierungsschwierigkeiten in 15 Monaten dann in den Jahren 1906/1907 errichtet und 1908/1909 um die Zweigstrecke von Seeheim nach Kalkfontein Süd, dem heutigen Karasburg, ergänzt.

## Betrieb
Größtes Problem beim Betrieb war der extreme Wassermangel. Weder in Lüderitz noch an dem ersten Endpunkt der Linie, in Aus, gab es eine Quelle und somit Speisewasser für die Dampflokomotiven. Kondensloks gab es noch nicht. Zunächst wurde das Wasser über zwei Meerwasserentsalzungsanlagen in Lüderitz beschafft, enorm teuer (5 M/m³), aber immer noch billiger als auf dem Seeweg aus Kapstadt herbeigeschafftes Trinkwasser (40 M/m³). Erst später wurde in Garub ein Brunnen erbohrt.
Die Lüderitz-Eisenbahn verfügte über:
- 22 Lokomotiven
- 15 Reisezugwagen
- 243 Güterwagen
- 2 Kesselwagen für den Wassertransport
- 52 Bahnmeisterwagen

Die Belegschaft umfasste 515 Mitarbeiter, davon 125 Europäer.
In der Anfangszeit befuhren zwei gemischte Züge pro Woche die Strecke Lüderitz–Keetmanshoop, was aber nach einigen Jahren auf eine Verbindung pro Woche reduziert wurde. Da nur bei Tag gefahren wurde, wurde die Fahrt in Kuibis unterbrochen, wo es eine Übernachtungsmöglichkeit gab. Später kam ein Schnellzug in der Woche hinzu, der die Strecke an einem Tag schaffte. Die gemischten Züge hatten in Seeheim Anschluss nach Kalkfontein.

## Diamantenbahn
In Kolmanskuppe bestand Anschluss an eine 600-mm-Werksbahn der Diamantenfelder, die seit 1911 elektrifiziert und die bis heute einzige elektrisch betriebene Eisenbahn Namibias geblieben ist. Da der Diamantenabbau immer weiter nach Süden wanderte, wurde der nördliche Teil der Bahn bis Pomona 1931 – und damit auch der Anschluss an die Lüderitz-Eisenbahn – aufgegeben.

## Weitere Entwicklung
Das benachbarte Südafrika war im Ersten Weltkrieg deutscher Kriegsgegner. Von Südafrika aus wurde nun – in Verlängerung der Strecke De Aar–Prieska – der Eisenbahnbau vorangetrieben, um einen sicheren Nachschubweg für südafrikanische Truppen zu erhalten. 1916 wurde das Gleis in Kalkfontein an die Zweigbahn der Lüderitz-Bahn angeschlossen. In Friedenszeiten gab es auf diesem Gleis durchgehenden Personenverkehr von Südafrika nach Windhoek. Dieser wurde aber im Herbst 2006 jenseits von Upington auf südafrikanischer Seite eingestellt. Regelmäßigen Güterverkehr gibt es auf der Lüderitz-Bahn derzeit auf dem Abschnitt Keetmanshoop–Aus sowie Personen- und Güterverkehr über die Zweigbahn von Windhoek kommend zwischen Keetmanshoop und Upington.

### Entwicklung seit 2001

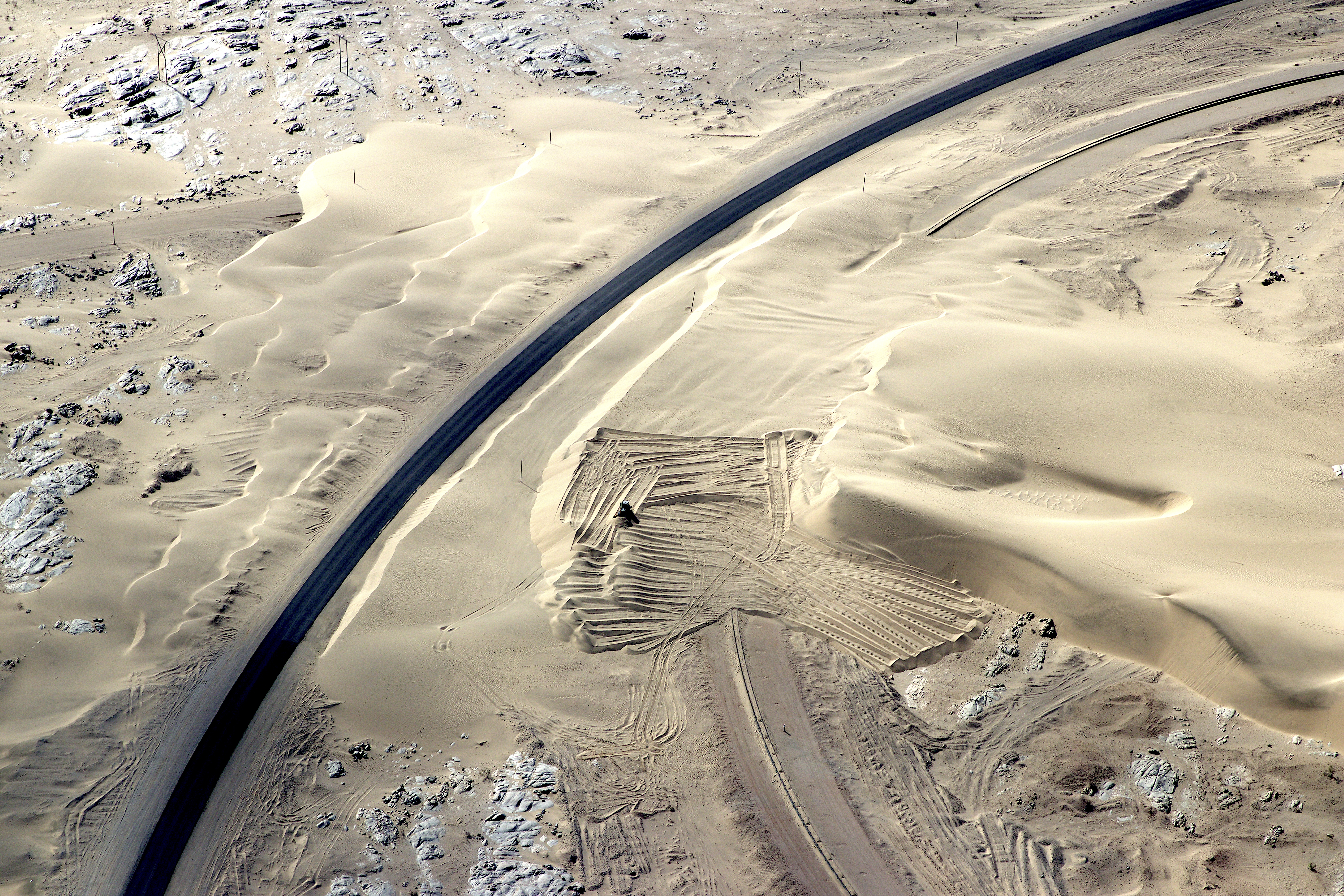
Versandete Bahnstrecke südöstlich von Lüderitz (2018)

Seit 2001 wurde der Streckenabschnitt zwischen Aus und Lüderitz vollständig neu gebaut, um die Anbindung des Hafens Lüderitz zu verbessern. Die Fertigstellung war bis 2012 vorgesehen. Lange Zeit kamen die Bauarbeiten nur langsam voran.
Am 13. November 2014 gab man die Fertigstellung der kompletten Strecke bekannt. Es wurden insgesamt mehr als 540 Millionen Namibia-Dollar in die Sanierung gesteckt.
Am 19. November 2014 lief erstmals nach 18 Jahren ein Zug in Lüderitz ein. Im Dezember 2016 hat man sich dazu entschlossen, Teile der Strecke in einen Tunnel zu verlegen.
Mitte 2019 wurde erstmals auf der Bahnstrecke Mangan aus Südafrika zum Hafen Lüderitz transportiert. Im Jahr 2022–2023 sind monatlich 15.000 Tonnen Mangan über die Bahnstrecke zum Hafen Lüderitz transportiert worden; geplant ist, diese Menge zu verdoppeln.

## Galerie

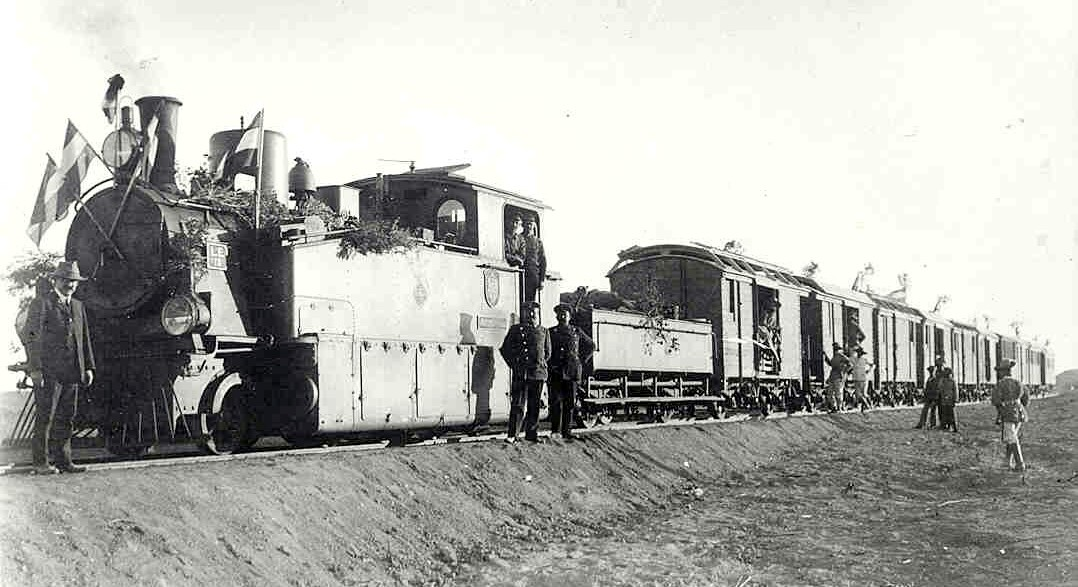
Dampflokomotive DSWA 2-8-0T Nr. 11 bei der Eröffnung der Lüderitzbahn in Seeheim (um 1908)
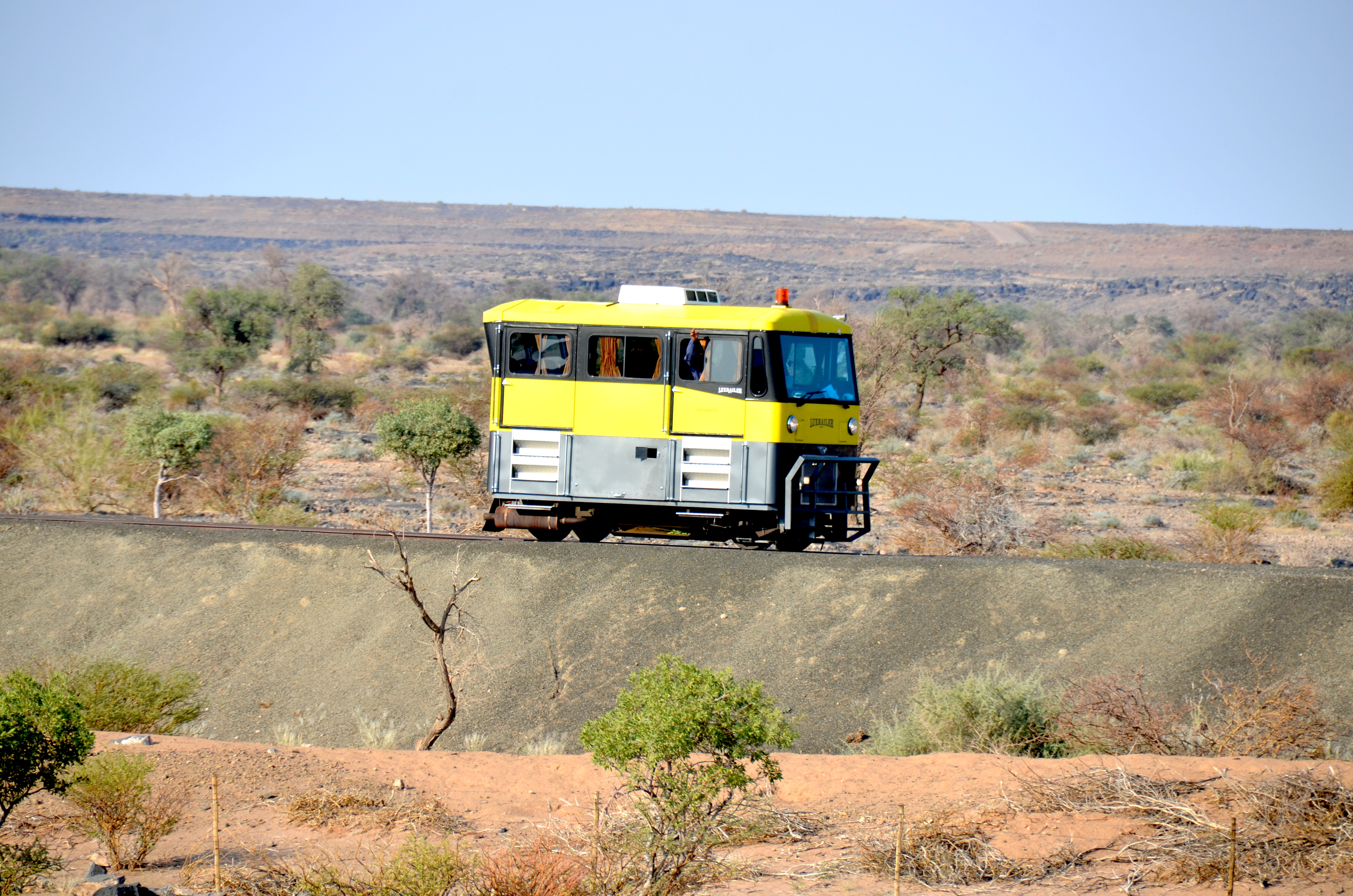
Draisine bei Simplon auf der Strecke Seeheim-Aus (2017)
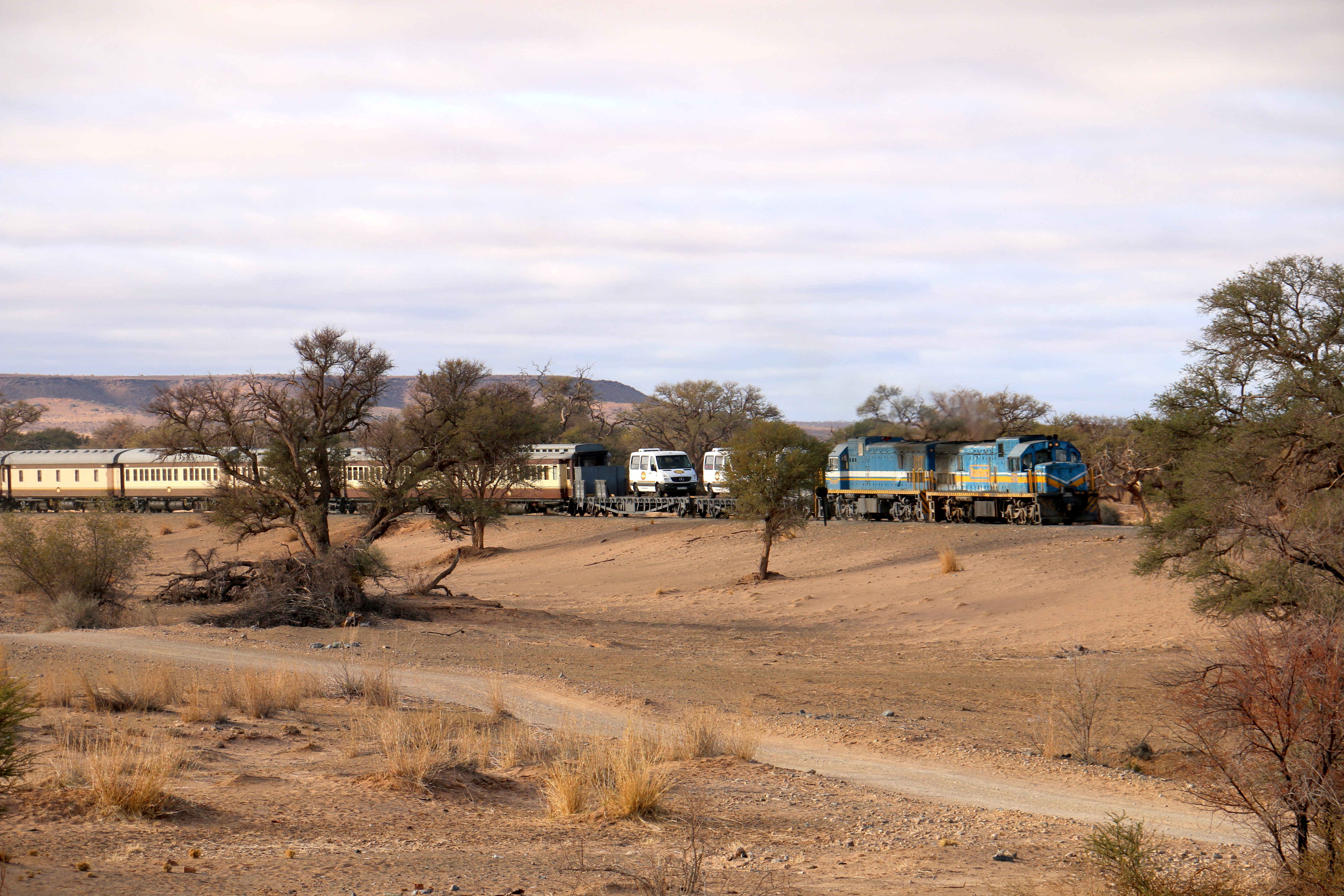
Luxuszug bei Simplon zwischen Sandverhaar und Goageb (2015)
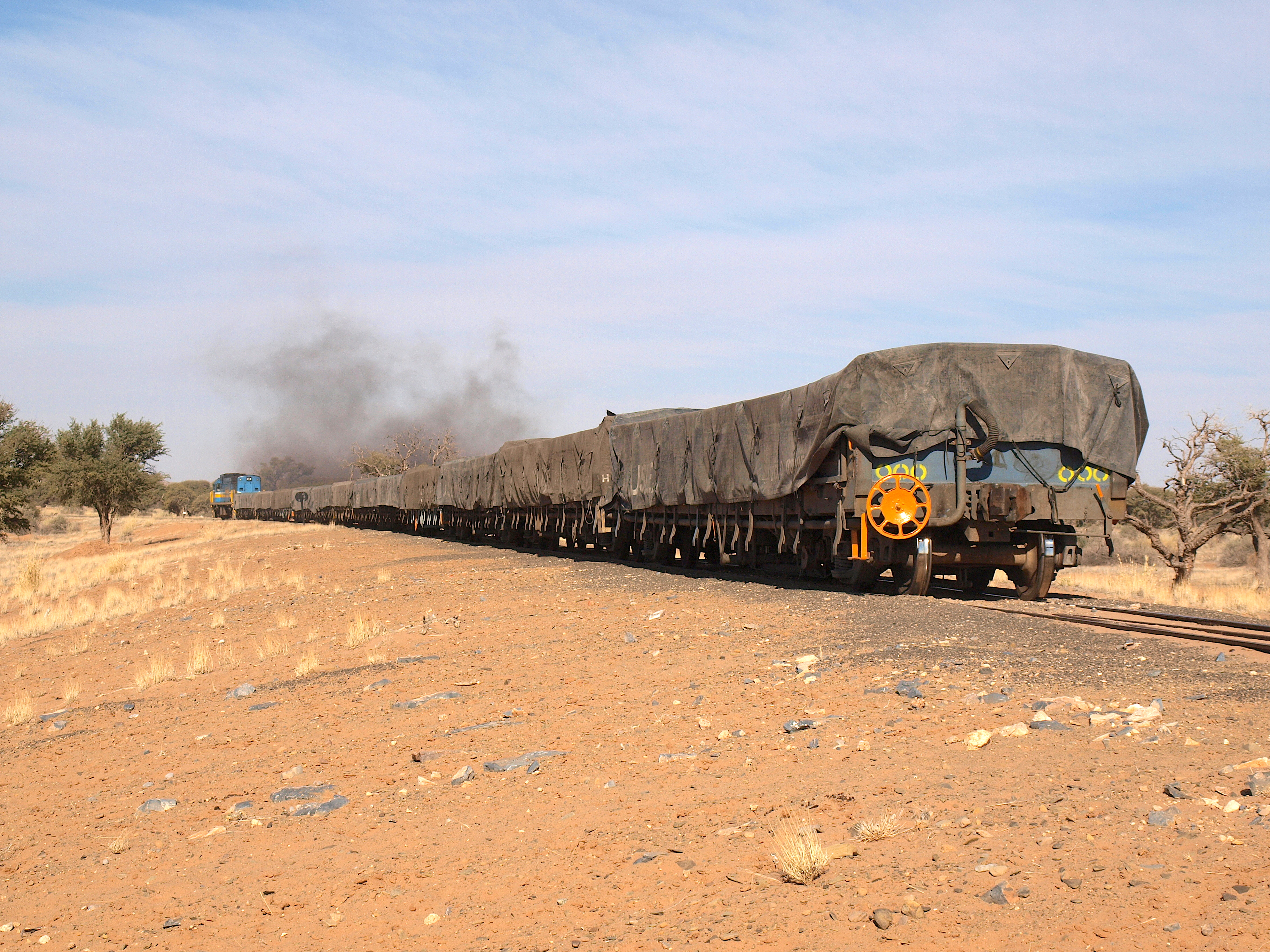
Güterzug bei Simplon
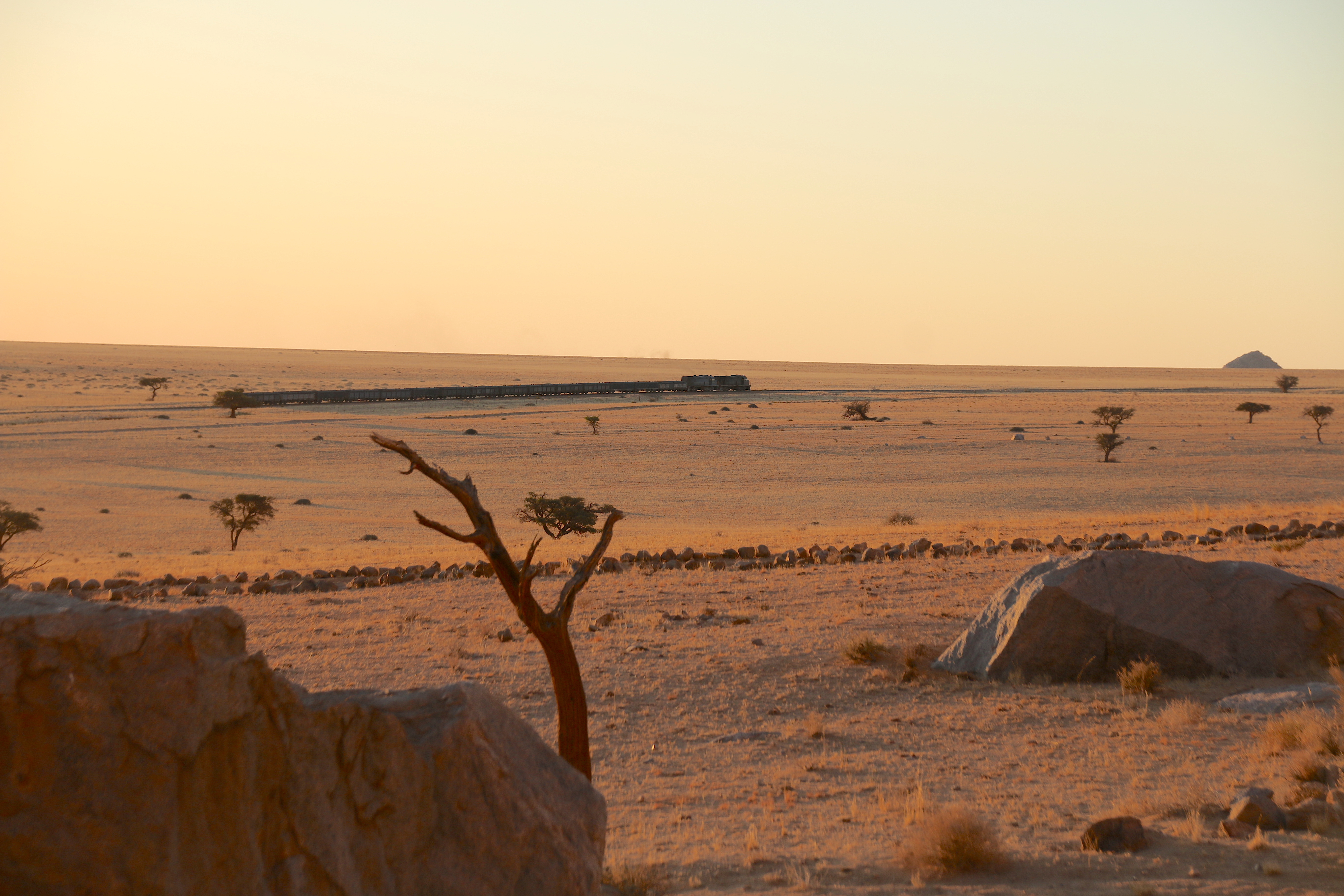
Güterzug westlich von Aus

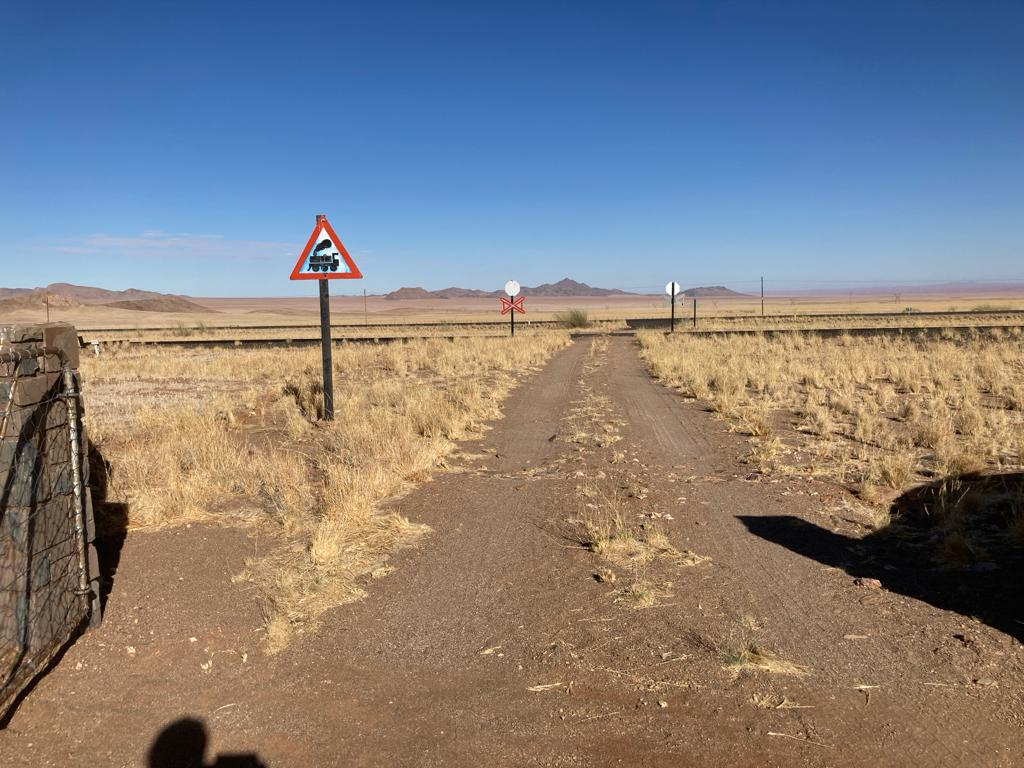
Bahnübergang bei Aus